# Белаја Калитва
Белаја Калитва (рус. Белая Калитва) град је у Русији у Ростовској области. Према попису становништва из 2010. у граду је живело 43651 становника.

## Становништво
| 1939. | 1959.  | 1970.  | 1979.  | 1989.  | 2002.  | 2010.  |
| ----- | ------ | ------ | ------ | ------ | ------ | ------ |
| 8.200 | 23.533 | 30.857 | 38.038 | 47.803 | 47.347 | 43.651 |